# Shark and Groove
Shark e Groove sono un duo pop/rap calabrese.

## Storia del gruppo
Shark, all’anagrafe Giuseppe Costanzo, nasce a Siderno il 28 maggio 1993; Groove, Antonio Callà, nasce a Melito di Porto Salvo il 18 dicembre 1994.
Nel 2009, Giuseppe e Antonio si conoscono e danno vita ad una collaborazione artistica e sotto lo pseudonimo di "Game Over" cominciano a produrre diversi brani musicali e ad esibirsi in piccoli concerti.
Nel 2013, decidono di abbandonare il nome di "Game Over" per "Shark e Groove".
Il 19 luglio 2012, si esibiscono ad una manifestazione, presso lo stadio di Siderno "Filippo Raciti", accompagnati da Max Laudadio che si improvvisa corista nel brano 28-05-93; da questo momento in poi sono seguite varie esibizioni e manifestazioni a scopo benefico.
Nell'ottobre 2012 a Vibo Valentia aprono il concerto di Michele Zarrillo.
Nel marzo 2015 si posizionano sul podio di Italia's Got Talent, programma televisivo in onda su Sky, conquistando il terzo posto ed il primo nella categoria Musica.
Il 28 maggio 2018 vengono premiati dall'Agis Calabria per aver rappresentato la Calabria e il Sud in TV.
Nell'agosto 2015, tengono una mini tournée di tre tappe a Toronto, ed in tale occasione conoscono il rapper Evidence.
Il 25 settembre 2015 sono ospiti al Festival della Salute di Viareggio, assieme ad altri noti personaggi dello spettacolo e dello sport.
Il 10 dicembre 2015 i due rapper sono ospiti del programma "Beati Voi", in onda su Tv2000, condotto da Alessandro Sortino.
Il 4 gennaio 2016 si esibiscono per il concerto di beneficenza organizzato dalle associazioni giovanili della Locride, il cui ricavato è stato devoluto al reparto neurolesi dell'ospedale di Locri.
Nel giugno 2016 rilanciano il loro disco ufficiale, intitolato "Uno", preceduto dal video del singolo "Ho cambiato la realtà" in rotazione nelle radio.
Il 20 giugno 2016 sono premiati come Eccellenze Calabresi, presso il Parco dei Principi di Roccella Ionica.
Il 3 luglio 2016 sono riconosciuti dalla Regione Calabria come migliori artisti musicali dell'anno.
Il 9 luglio 2016 prendono parte alla festa di Studio54Network a Gioia Tauro, assieme ad altri artisti calibro nazionale.
Il 30 luglio 2016 si esibiscono nel loro primo concerto, ripreso e trasmesso in diretta radiofonica da Studio54Network.
il 5 agosto 2016 aprono il concerto dei 99 Posse a Cittanova. Il 18 agosto sono ospiti da Studio54Live a Cirò Marina, dove in occasione dell'evento erano presenti circa 43.000 persone.
Il 20 agosto 2016 partecipano al Gran Galà della solidarietà di Gioia Tauro. Il 28 agosto 2016, in Piazza I Maggio a Palmi, sono ospiti della Varia del Giubileo, con Studio 54 Live.
Il 3 febbraio 2017 si esibiscono a Macerata, per Musicacultura.
Il 20 luglio 2017 esce il singolo "Sentirsi vivi", con il cameo del doppiatore Loris Loddi, da lì parte il "sentirsi Vivi Tour, che porta i due artisti ad esibirsi in diverse piazze di Italia.
Il 26 giugno 2018 i due giovani lanciano il loro progetto "Ted Mosby", assieme ai tre doppiatori italiani, Gianluca Iacono, Renato Novara e Emanuela Pacotto.
Il 26 aprile 2019 esce in radio il loro singolo Il paradosso di Fermi. Il 13 giugno 2020 esce su Youtube il nuovo singolo Laos.

## Formazione
- Giuseppe Costanzo (voce)
- Antonio Callà (voce)

## Discografia
- 2014 – Finché il cuore batte
- 2016 – Uno

## Tournée
- 2015 – Shark e Groove World Tour
- 2017 – Sentirsi Vivi Tour